# Yamina Méchakra
Yamina Méchakra (Meskiana, Argelia, 1949 - 15 de mayo de 2013) fue una escritora y psiquiatra argelina.

## Biografía

### Primeros años
Méchakra nació en 1949 en Meskiana, en el norte de Aures. A los nueve años, comenzó a escribir y tomar notas en un "libro de registro" que creció con el tiempo. Algunos acontecimientos marcaron profundamente su niñez: su padre fue torturado por los franceses durante la guerra de Independencia de Argelia frente a sus ojos, expuesto en la calle, unido al cañón de un tanque. Poco más se sabe de su vida, aunque Kateb Yacine escribió en el prefacio de su libro que tuvo una "vida cruel y problemática".

### Carrera
Méchakra comenzó a escribir su primera novela en 1973, mientras estudiaba psiquiatría en la Universidad de Argel. Su tesis universitaria en literatura fue dedicada a Apuleyo de Madaura. En Argel, conoció a Kateb Yacine antes de su partida a Roma y París. Yamina Méchakra siguió el estilo de Yacine por escrito, quien le dio consejos y orientación amplia. Necesitó reescribir tres veces su primer libro La Grotte éclatée para terminarlo, que se publicó en 1979. Yamina Méchakra argumentó que las mujeres eran la fuente de la nación y la fundación de un estado independiente. Refiriéndose a la reina bereber conocida como La Kahina, Kateb Yacine tituló su prefacio de la novela como Los niños de Kahina.
Mientras continuaba escribiendo durante los años siguientes, no publicó, relatando a un periodista que había perdido sus manuscritos. En 1997, cuando trató a un niño como psiquiatra, se inspiró en la escritura de su segunda novela, Arris, que se publicó en 1999. Yamina Méchakra fue también una autora comprometida que apoyó la importancia de una revolución cultural en Argelia en el proceso de descolonización.

### Muerte
Yamina Méchakra murió en Argel el 19 de mayo de 2013, a la edad de 64 años, después de una larga enfermedad. El 20 de mayo de 2013, se celebró un monumento en el Palacio de la Cultura, y fue enterrada el mismo día en el cementerio de Sidi Yahia.